# Bonito, Kampanien
Bonito  är en kommun i provinsen Avellino, i regionen Kampanien. Kommunen hade 2 404 invånare (2017) och gränsar till kommunerna Apice, Grottaminarda, Melito Irpino samt Mirabella Eclano.